# 篠宮杏奈
篠宮 杏奈（しのみや あんな、1997年7月4日 - ）は、日本の女子バスケットボール選手である。ポジションはシューティングガード。Wリーグのアイシン ウィングス所属。

## 来歴
静岡県出身。
常葉学園高校で全国大会を経験。
卒業後、三菱電機コアラーズに加入。
2022年、アイシン ウィングスに移籍。